# Cotton Owens
Everett Owens (Union, 21 maggio 1924 – Spartanburg, 7 giugno 2012) è stato un pilota automobilistico statunitense.

## Carriera
Dal 1950 al 1964 ha corso nella NASCAR Sprint Cup Series, vincendo 9 gare su 10 pole position.

## Riconoscimenti
È stato introdotto nella International Motorsports Hall of Fame nel 2008 e nella NASCAR Hall of Fame nel 2013.